# مذبحة بيترلو

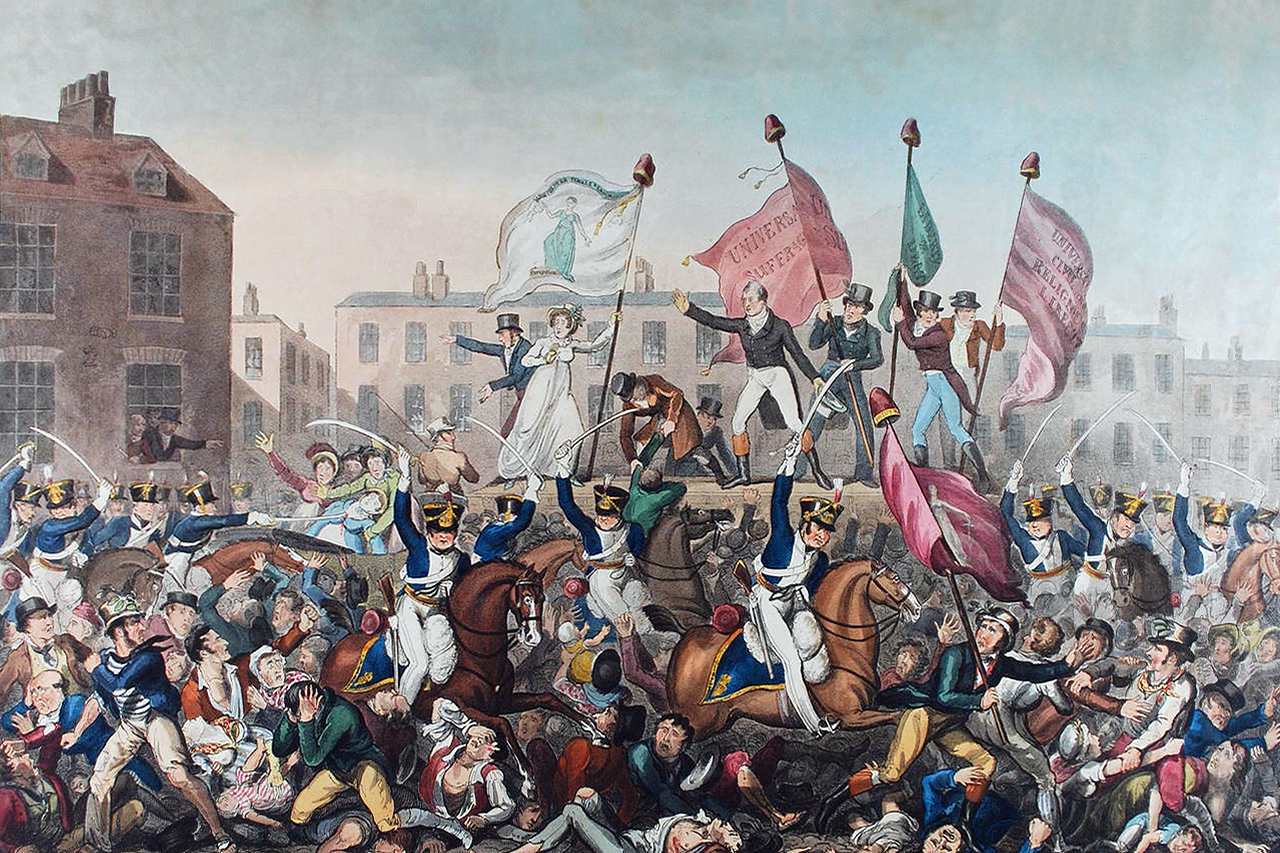
رسم عن معركة بيترلو

مذبحة أو معركة بيترلو (بالإنجليزية: Peterloo Massacre)‏ هي معركة حدثت في سانت بيتر فيلد، مانشستر إنجلترا في 16 أغسطس 1819 عندما هجم الفرسان بسرعة على جمهور من ستين إلى ثمانين ألف شخص اجتمعوا ليطالبوا بإصلاح التمثيل النيابي.
أدى انتهاء الحروب النابوليونية في 1815 إلى مدة من المجاعة والعطالة تفاقمت مع إقرار قوانين القمح. ومع بداية 1819 ازداد الضغط بسبب الظروف الاقتصادية ونقص حقوق التصويت في شمال إنكلترا مما أنعش الراديكالية السياسية. ولذلك نظم اتحاد مانشستر الوطني الذي كان يطالب بالإصلاح البرلماني مظاهرة كان من المقرر أن يتكلم فيها هنري هنت الخطيب المتطرف المعروف.
بعيد بدء الاجتماع طلب القضاء من العسكر اعتقال هنري وآخرين وتفريق الجمهور. وهجمت قوة من الفرسان عليهم مع إشهار السيوف وبسبب الهرج قتل 15 شخصا وجرح 400 إلى 700 شخص منهم الكثير من النساء والأطفال. وسميت المذبحة معركة بيترلو تشبيها بمعركة وترلو التي حدثت قبلها بأربع سنوات.

## خلفية

### المعاناة
مثّل لانكشاير (برلمان المملكة المتحدة) في عام 1819 عضوان من مجلس النواب واثنا عشر عضوًا آخر من مدن كليثروي ونيوتون وويغان ولانكستر وليفربول وبريستون مع ما مجموعه 17,000 ناخب من سكان مقاطعة يقارب عددهم المليون. لم تشهد الانتخابات أي تنازع في الماضي القريب بفضل صفقات حزبي ويغ وتوري لتوزيع المقاعد بينهما. وعلى الصعيد الوطني امتلكت الأحياء الفاسدة تأثيرًا كبيرًا غير متناسب على عضوية برلمان المملكة المتحدة مقارنة بحجم سكانها مثل: ساروم القديمة في ويلتشير التي تملك ناخبًا واحدًا لكنها مُثلت بنائبين. لم يكن لدى المراكز الرئيسية في مانشستر وسالفورد وبولتون وبلاكبرن وروتشديل وآشتون أندر لاين وأولدهام وستوكبورت نواب تمثلها، ولم يكن هناك سوى بضع مئات من الناخبين. وبالمقارنة أتى أكثر من نصف أعضاء البرلمان من خلال ما مجموعه 154 مسيطرًا على الأحياء الفاسدة. ذكر توماس أولدفيلد في عام 1816 في كتابه الذي حمل عنوان (تاريخ التمثيل البرلماني لبريطانيا العظمى وايرلندا: تاريخ مجلس العموم والمقاطعات والمدن والمناطق في المملكة المتحدة منذ البداية) أنه من أصل 515 نائبًا لإنجلترا وويلز أتى 351 برعاية 177 فردًا و16 آخرين برعاية مباشرة من الحكومة: أدى عدم المساواة في التمثيل السياسي إلى ظهور دعوات للإصلاح.

### الظروف الاقتصادية
أعقب نهاية الحروب النابليونية عام 1815 طفرة قصيرة في صناعة النسيج ثم فترات من الكساد الاقتصادي المزمن (تركزت تجارة المنسوجات في لانكشاير). رأى النسّاجون الذين توقعوا كسب 15 شلنًا مقابل كل ستة أيام عمل في عام 1803 تدني أجورهم لتصل إلى 5 شلنات أو حتى 4 شلنات مقابل 6 أيام عمل بحلول عام 1818. ألقى الصناعيون الذين اقتطعوا الأجور دون تقديم المساعدة باللوم على تقلبات السوق الناتجة عن الحروب النابليونية. أدى تفاقم الوضع إلى سنّ مجموعة قوانين الذرة التي أُقرَّ أولها في عام 1815 لفرض تعريفة على استيراد الحبوب الأجنبية في محاولة لحماية منتجي الحبوب الإنجليز. ارتفعت تكلفة الطعام فاضطر الناس إلى شراء الحبوب البريطانية الأعلى تكلفة والأقل جودة، وتبع ذلك فترات من المجاعة والبطالة المزمنة، ما زاد الرغبة في الإصلاح السياسي في لانكشاير وفي البلاد عمومًا.

### التجمعات الجماهيرية في مانشستر
رفض مجلس العموم في شتاء 1816–1817 طلبات الإصلاح الشامل، وكانت الأكبر من مانشستر إذ ضمت أكثر من 30,000 توقيع. تجمع حشد من 5000 شخص في 10 مارس عام 1817 في حقول سانت بيتر لإرسال بعض منهم للتظاهر في لندن لتقديم طلباتهم إلى الأمير ريجنت لإجبار البرلمان على تنفيذ الإصلاح (سُميت مسيرة الأغطية بسبب أغطية النوم التي حملها المتظاهرون معهم للنوم في الطريق). فرّق حراس الملك الحشودَ دون حدوث إصابات. واحتُجز زعماء الاعتصام عدة أشهر دون توجيه أي تهم بموجب قانون الطوارئ الذي كان ساري المفعول وأُجّل مثولهم أمام القضاء. ألقي القبض في سبتمبر 1818 على ثلاثة من كبار زعماء الاعتصام مرة أخرى بسبب تشجيعهم لبعض النسّاجين المضربين في ستوكبورت على المطالبة بحقوقهم السياسية، واتُهموا بزرع الفتنة والتآمر في محكمة تشيستر أسيدس في أبريل 1819.
وصل الضغط الناتج عن الظروف الاقتصادية السيئة لذروته بحلول بداية عام 1819 وتعزز التطرف السياسي بين ناسجي القطن في جنوب لانكشاير. تجمع حشد من 10,000 شخص في يناير 1819 في حقول سانت بيتر للاستماع إلى الخطيب الراديكالي هنري هنت ودعوا الأمير ريجنت لاختيار الوزراء الذين سيلغون مجموعة قوانين الذرة. حضر سلاح الفرسان التجمع وانقضى دون وقوع حوادث، بصرف النظر عن الضجيج.
أثارت سلسلة من التجمعات في منطقة مانشستر وبرمنغهام ولندن على مدى الأشهر القليلة التالية قلق الحكومة. كتب وزير الداخلية إلى قضاة لانكشاير في مارس: «لن تهدأ مدينتكم حتى تراق الدماء بالقانون أو بالسيف». عملت الحكومة على مدى الأشهر القليلة القادمة على إيجاد مبرر قانوني للقضاة لإرسال قوات بهدف تفريق التجمعات عندما كان من المتوقع حدوث أعمال شغب ولكنها لم تبدأ فعليًا. كتب القضاة في يوليو 1819 إلى اللورد سيدموث يحذرون من أنهم يعتقدون أنَّ الاحتجاج الجماهيري العام أصبح وشيكًا.

## التجمع

### التحضيرات
مثّل حقل سانت بطرس قطعة أرض مفتوحة على جانبي شارع مونت. عُزل الطريق لإنجاز أعمال بناء طريق بيتر النهائية. وجدت أكوام الأخشاب في نهاية الحقل لكن ما تبقى من الحقل كان خاليًا. وصل توماس ووريل مساعد مساح الرصف في مانشستر لتفقد الأرض في الساعة السابعة صباحًا. تمثلت وظيفته في إزالة أي شيء يمكن استخدامه كسلاح، نقل نحو ربع حمولة من الأحجار بعيدًا.
كان يوم الاثنين 16 أغسطس عام 1819 يومًا صيفيًا حارًا مع سماء زرقاء صافية. من المؤكد أنَّ الطقس الجيد قد زاد حجم الحشود بشكل كبير، إذ كان السير من البلدات الخارجية في البرد والمطر احتمالًا ضعيفًا.

## اتهام الفرسان
رأى وليام هلتون رئيس القضاة الذي كان يشاهد الحدث من منزل على حافة حقل سانت بطرس الاستقبال الحماسي الذي تلقاه هنت عند وصوله إلى التجمع. أصدر مذكرة توقيف لهنري هنت وجوزيف جونسون وجون نايت وجيمس مورهاوس. اقترح جوناثان أندروز عند تسلمه المذكرة أن تحيط الصحافة بالحشود. ثم كتب هلتون رسالتين إحداهما إلى الرائد توماس ترافورد القائد العام لمانشستر وفرسان سالفورد، والأخرى إلى القائد العسكري العام في مانشستر المقدم جاي ليسترانج. كانت الرسالتين متشابهتين:
«سيدي أطلب منكم بصفتي رئيس لجنة القضاة المختارين أن تتحركوا فورًا إلى الشارع رقم 6 حيث يجتمع القضاة. نعتبر أنَّ السلطة المدنية غير قادرة على الحفاظ على السلام». 
أعطيت التعليمات إلى فارسين. تمركز فرسان مانشستر وسالفورد يومانري على مسافة قريبة من شارع بورتلاند وتلقوا التعليمات أولًا. سحبوا سيوفهم واتجهوا نحو حقل سانت بطرس. أوقع أحد الجنود آن فيلدز في شارع كوبر وتسبب في وفاة ابنها عندما سقط من ذراعيها، كان ويليام فيلدز البالغ من العمر عامين هو أول ضحية لمجزرة بيترلو.
وصل ستّون فارسًا من سلاح الفرسان من مانشستر وسالفورد يومانري بقيادة الكابتن هيو هورنبي بيرلي إلى منزل القضاة، تزعم بعض التقارير أنَّ القضاة كانوا مخمورين. أخبرهم أندروز رئيس الشرطة بيرلي بأن لديه مذكرة توقيف كان بحاجة إلى المساعدة لتنفيذها. طُلِب من بيرلي أن يأخذ سلاح الفرسان الخاص به إلى التجمع لإزالة مكبرات الصوت، كانت الساعة 1:40 بعد الظهر.

## الضحايا
لم يُحدد عدد القتلى والجرحى في بيترلو بشكل دقيق على الإطلاق، لأنه لم يُحسب وقتها عدد أو يُفتح تحقيق رسمي وفرَّ العديد من الجرحى إلى بر الأمان دون الإبلاغ عن إصاباتهم أو طلب العلاج. قيمت لجنة مانشستر للإغاثة (وهي هيئة أُنشئت لتقديم الإغاثة لضحايا بيترلو) عدد الجرحى بـ 420، بينما سجلت المصادر المعارضة 500 شخص. من الصعب تقدير العدد الحقيقي حيث أخفى العديد من الجرحى إصاباتهم خوفًا من انتقام السلطات. عمل ثلاثة من أطفال ويليام مارش الستة في مصنع تابع للكابتن هيو بيرلي وفقدوا وظائفهم لأن والدهم حضر التجمع. أُدخل جيمس ليس إلى مستشفى مانشستر لعلاجه من اصابتين شديدتين في الرأس، ولكن رفضوا علاجه وأرسل إلى المنزل.